# 元媛舞會

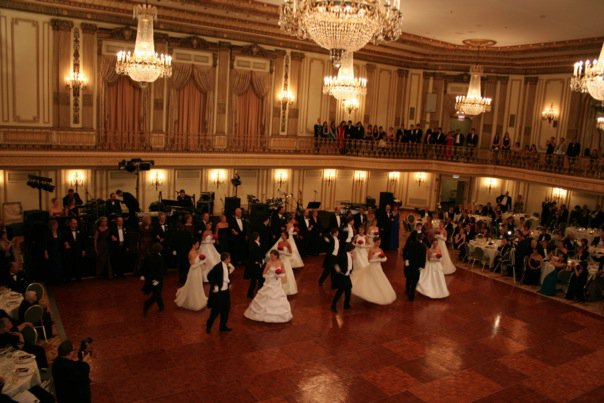
美國希爾頓芝加哥舉行的北美烏克蘭醫學協會正式元媛舞會上，元媛們正在跳華爾茲（2010年）

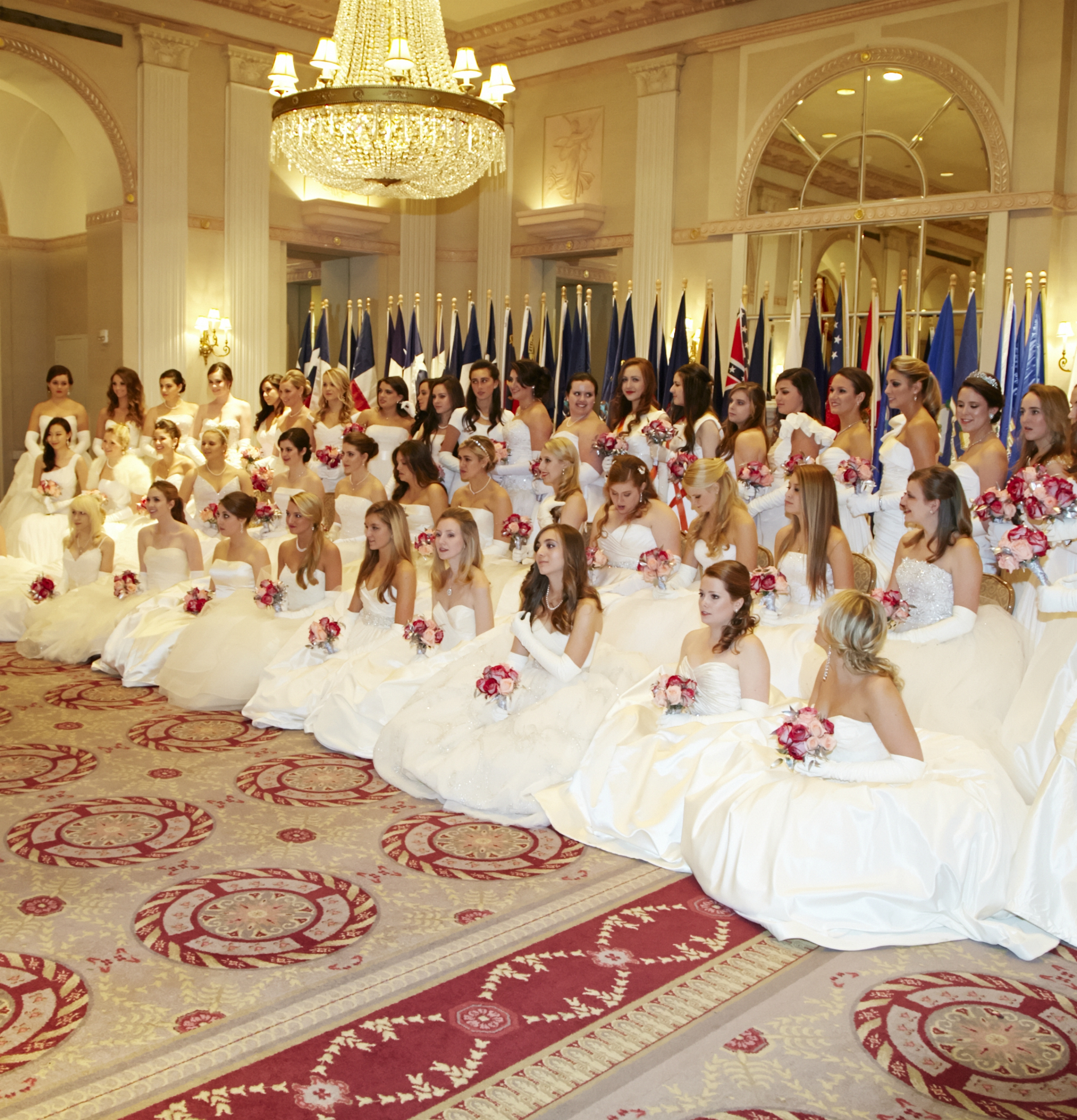
於紐約華爾道夫酒店舉行的第58屆國際元媛舞會（2012年）

元媛舞會（英語：Debutante ball），又稱出場舞會（英語：Coming-out party），是一個正式的舞會，包括在社交季節中介紹元媛，即剛成年的少女，通常在春季或夏季。元媛舞會可能需要事先進行社交禮儀和適當道德方面的指導。男性的著裝守則是白領結和禮服，女性的著裝守則是嚴格的純白色長舞裙。白色長手套通常由女性名媛佩戴，被認為是上流社會女性的象徵。
在英國，英國皇室隆重介紹元媛的傳統——夏洛特王后舞會被伊麗莎白二世於1958年廢除。2000年代，在索美塞特公爵的資助下，該舞會得以恢復。在當代美國，它們有時被稱為元媛沙龍舞會，為中學生舉辦，作為教授禮儀的一個機會。在巴西，除了阿雷格里港（巴西最南部的南里奧格蘭德州的首府）之外，這種傳統幾乎在每個城市都消失了。在阿雷格里港，每年有40至90名來自最富有家庭的女孩參加舞會，有些女孩會參加不止一次元媛舞會。